# Vitgrunden, Kimitoön
Vitgrunden är öar i Finland. De ligger i Skärgårdshavet och i kommunen Kimitoön i landskapet Egentliga Finland, i den sydvästra delen av landet. Öarna ligger omkring 60 kilometer söder om Åbo och omkring 160 kilometer väster om Helsingfors. 
Arean för den av öarna koordinaterna pekar på är 1 hektar och dess största längd är 200 meter i nord-sydlig riktning.